# Pequeño vals vienés
“Pequeño vals vienés” es una poesía que forma parte del libro "Poeta en Nueva York", de Federico García Lorca, editado por primera vez en México, en 1940, cuando el poeta ya había sido fusilado en Granada durante la guerra civil española.

## Breve recuerdo histórico
Nacido en Fuente Vaqueros (Granada) en 1898, en 1919 se marchó a la Residencia de Estudiantes de Madrid, donde hizo amistad con personas de su generación y artistas como Salvador Dalí y Luis Buñuel. Con Dalí compartía su gusto por el dibujo, y con Buñuel su afición al cine que, lo llevó a escribir algunas escenas imitando a Buster Keaton, cómico llamado en España, Pamplinas.
Las relaciones se fueron deteriorando y mientras Dalí y Buñuel criticaban su obra, Lorca se separó de Emilio Aladrén, un joven escultor con el que había mantenido una relación afectiva. En cartas a sus amigos durante el verano de 1928, confesaba estar atravesando una gran crisis sentimental, una de las crisis más hondas de mi vida. ("Cartas a Sebastià Gasch y a José Antonio Rubio Sacristán, agosto de 1928").

## Viaje a Nueva York
Ante esta situación, Lorca decidió viajar a Nueva York, ciudad en la que estuvo como becario de la Universidad de Columbia durante el curso 1929-1930. Las impresiones que la ciudad le produjo las trasladó a "Poeta en Nueva York", un canto desolador, con reflejos de crítica social, contra la civilización industrializada.

## Aventuras del manuscrito
De vuelta en España y, antes de ir por última vez a Granada, Lorca fue a visitar a José Bergamín, en las oficinas en las que trabajaba, como no estaba, le dejó un sobre con unas cuartillas en las que estaban escritos los poemas. La secretaria los guardó, se los dio a Bergamín y este se los llevó consigo a su exilio mexicano, con gran fortuna, porque las oficinas de Bergamín fueron saqueadas. Una vez en México las publicó como libro.
Algunas copias, las guardó Rafael Martínez Nadal, amigo de Lorca. Poco antes de morir, Martínez Nadal vendió esos textos a la Biblioteca Nacional. Los  de José Bergamín fueron cambiando de manos hasta llegar a  Manola Saavedra. En 2003, fueron subastados en Londres, y comprados por los herederos del poeta.

## Versiones
Esta poesía ha tenido múltiples versiones musicales realizadas por grandes artistas como Leonard Cohen.
- Take this waltz  es una canción del cantautor canadiense Leonard Cohen, lanzada como parte del álbum tributo a Federico García Lorca de 1986, "Poets in New York ".
La canción se incluyó más tarde en el álbum de estudio de Cohen de 1988, I'm Your Man, en una versión modificada con la adición de violín y el dueto de voces de Jennifer Warnes, (ambos ausentes en la versión de 1986).
La letra de la canción es una traducción libre, al inglés, del poema "Pequeño vals vienés"  del poeta español Federico García Lorca.
La canción alcanzó el número uno en España en 1986.
- Pequeño Vals vienés de Ana Belén
- Pequeño Vals vienés de Enrique Morente
- Pequeño Vals vienés de Silvia Pérez Cruz

## Libro (Poeta en nueva York)
Fragmento del pequeño vals vienés

En Viena bailaré contigo

con un disfraz que tenga
cabeza de río.
¡Mira qué orilla tengo de jacintos!
Dejaré mi boca entre tus piernas,
mi alma en fotografías y azucenas,
y en las ondas oscuras de tu andar
quiero, amor mío, amor mío, dejar,

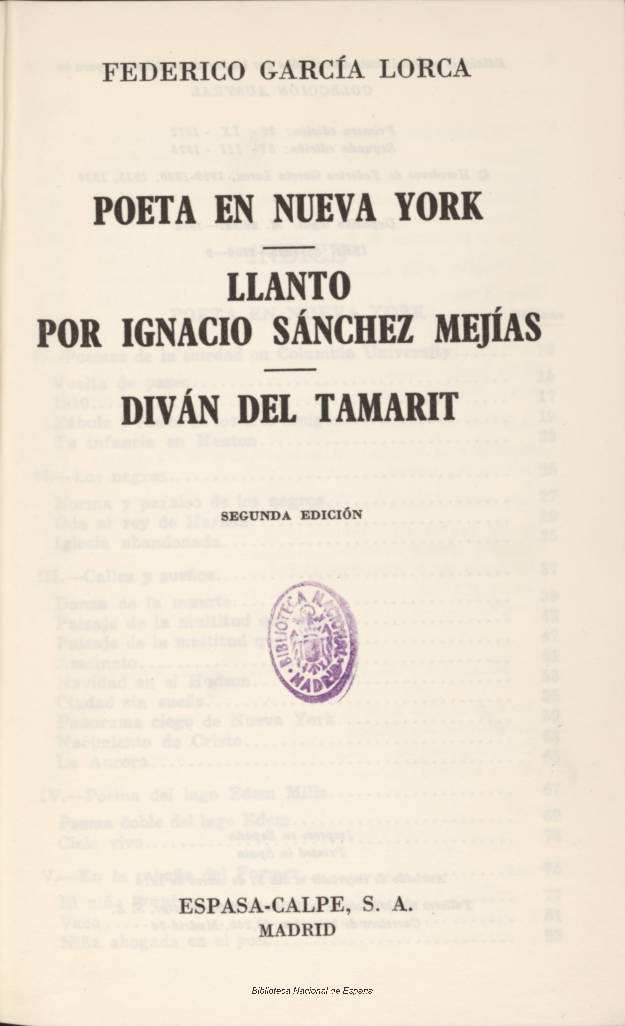
Poeta en Nueva York

violín y sepulcro, las cintas del vals.

## Wikisource
- Wikisource contiene una versión de Pequeño vals vienés

- Datos: Q50295403